# The Pokémon Company
The Pokémon Company (яп. 株式会社ポケモン кабусики гайся: покэмон) — японская компания, управляющая правами на бренд «Покемон» и принадлежащая на паритетной основе Nintendo (32 %), Game Freak и Creatures. Журналисты и инвесторы часто ошибочно принимают TPC за «филиал Nintendo», что приводит к курьезным всплескам и падениям курса акций компании. Штаб-квартира TPC находится в небоскрёбе Roppongi Hills в Минато, районе Токио.
Компания была основана в 1998 году для управления магазинами The Pokemon Store в Японии. Филиал компании в США, (Pokémon USA, Inc), был открыт в 2001 году для лицензирования зарубежных продуктов. С 2001 года все лицензионные продукты «Покемон» имеют подпись «©Pokémon» рядом с аналогичными подписями «©Nintendo», «©Game Freak» и «©Creatures Inc.», являющимися подтверждениями подлинности продукта.
В 2009 году Pokémon USA и его английский филиал объединились в компанию The Pokémon Company International, которая занимается лицензированием брендированной продукции за пределами Азии. В её сферу ответственности входят аниме-сериал, коллекционная карточная игра, сувенирная продукция и другие товары, за исключением консольных видеоигр. Игры цикла Pokémon для консолей Nintendo издаются The Pokémon Company совместно с Nintendo, однако игры для других платформ — нет (например, Pokémon Go разрабатывала и издавала компания Niantic).

## Список продукции

### Игры
| - Pokémon Battle Revolution - Pokémon Battrio - Pokémon Black и White - Pokémon Box Ruby & Sapphire - Pokémon Brillaint Diamond и Shining Pearl - Pokémon Channel - Pokémon Colosseum - Pokémon Dash! - Pokémon Diamond и Pearl - Pokémon Emerald - Pokémon FireRed и LeafGreen - Pokémon Gold и Silver - Pokémon Go - Pokémon HeartGold и SoulSilver - Pokémon Legends: Arceus - Pokémon Let’s Go Pikachu и Let’s Go Eevee - Pokémon Mini - Pokémon Mystery Dungeon: Blue Rescue Team и Red Rescue Team | - Pokémon Mystery Dungeon: Explorers of Sky - Pokémon Mystery Dungeon: Explorers of Time и Explorers of Darkness - Pokémon Pinball: Ruby & Sapphire - Pokémon Platinum - Pokémon Red и Blue - Pokémon Ruby и Sapphire - Pokémon Ranger - Pokémon Ranger: Shadows of Almia - Pokémon Ranger: Guardian Signs - Pokémon Rumble - Pokémon Scarlet и Violet - Pokémon Snap - Pokémon Stadium 2 - Pokémon Stadium - Pokémon Sword и Shield - Pokémon Trozei! - Pokémon XD: Gale of Darkness - Pokémon Yellow - PokéPark Wii: Pikachu's Adventure |

### Аниме
| Сериал - Аниме-сериал «Покемон» - Хроники Покемонов Полнометражное аниме - Покемон: Мьюту против Мью - Покемон 2000 - Покемон 3 - Покемон: Навсегда - Покемон: Герои - Покемон: Джирачи — Исполнитель желаний - Покемон: Судьба Деоксиса - Покемон: Лукарио и тайна Мью - Покемон Рейнджер и Храм Моря - Покемон: Восход Даркрая - Покемон: Гиратина и небесный воин - Покемон: Арсеус и камень жизни - Покемон: Повелитель иллюзий Зороарк - Покемон: Виктини и Белый Герой - Реширам - Покемон: Виктини и черный герой - Зекром | Специальные телевыпуски - Pokémon: The Mastermind of Mirage Pokémon - Pokémon: Мьюту возвращается - Pokémon Mystery Dungeon: Team Go-Getters Out Of The Gate! - Pokémon Mystery Dungeon: Explorers of Time - Pokémon Mystery Dungeon: Explorers of Darkness |

### Фильмы
- «Покемон. Детектив Пикачу»

## Лицензионные товары
| Год(-а)                | Регион(-ы)        | Продажи (млрд US$) | Заметки |
| ---------------------- | ----------------- | ------------------ | --- |
| 2001                   | За пределами Азии | 2                  | |
| 2002                   | Америка           | 1,1                | |
| 2003                   | Америка           | 1,3                | |
| 2004                   | Америка           | 1,3                | |
| 2005                   | Америка           | 1,3                | |
| 1996–2005              | По всему миру     | 25                 | |
| 2006                   | Америка           | 1,3                | |
| 2007                   | Америка           | 1,4                | |
| 2008                   | Америка           | 1,4                | |
| 2009                   | За пределами Азии | 1,4                | |
| 2010                   | За пределами Азии | 2,5                | |
| 2011                   | За пределами Азии | 1,5                | |
| 2012                   | За пределами Азии | 1,6                | |
| 2006–2012              | Япония            | 9,872              | |
| 2013                   | Япония            | 0,893              | |
| 2013                   | За пределами Азии | 1,5                | |
| 2014                   | Япония            | 0,678              | |
| 2014                   | За пределами Азии | 2                  | Продажи ККИ выросли на 51 % на рынке Великобритании и на 34 % в Северной Америке |
| 2014—2015              | Индия             |                    | Произошло возрождение бренда «Покемон» в Индии |
| 2015                   | За пределами Азии | 2,1                | Продажи ККИ выросли на 56 % |
| 2016                   | За пределами Азии | 3,3                | К 20-летию бренда компания выпустила рекламу на Супербоул 50, запустила видеоигры Pokémon Go и Pokémon Sun и Moon и аниме-сериал Pokémon Sun & Moon, Pokémon TCG становится самой продаваемой ККИ в мире |
| 2015–2016              | Япония            | 1,092              | |
| 2017                   | За пределами Азии | 3,5                | Игрушечные покемоны выросли в продажах и являются самым продаваемым брендом игрушек. Выпущено расширение Sun & Moon для Pokémon TCG, дальнейший успех Pokemon Go и глобальный запуск игр Pokémon Ultra Sun и Ultra Moon и Pokkén Tournament DX, прокат анимационного фильма Pokémon the Movie: I Choose You! и аниме-сериала Sun & Moon |
| 2018                   | За пределами Азии | 2,98               | |
| 2019                   | За пределами Азии | 4,2                | Значительный рост обусловлен запуском во всем мире игрового фильма «Покемон. Детектив Пикачу», видеоигры Pokémon Sword и Shield и сезона аниме Sun & Moon — Ultra Legends, а число загрузок Pokémon Go перевалило за миллиард |
| 2006—2016              | Япония            | 12.535             | |
| 2006–2018              | За пределами Азии | 26,48              | |
| Всего известных продаж | По всему миру     | 67145              | |